# سید انور سادات
سید انور سادات (زاده ۱۹۷۱ مرکز ولایت سرپل) سیاستمدار افغانستانی و نماینده سابق مردم ولایت سرپل در دوره شانزدهم مجلس نمایندگان و والی اسبق ولایت فاریاب بود. وی در مجلس شانزدهم نمایندگان افغانستان عضو کمیسیون صحت، تربیت بدنی، کار و کارگر و جوانان بود.

## زندگی‌نامه
سید انور سادات زاده ۱۹۷۱ میلادی از مرکز ولایت سرپل افغانستان و از قوم اوزبیک است. وی دارای مدرک تحصیلی لیسانس در رشته روزنامه‌نگاری از دانشگاه استانبول ترکیه است.

## دیگر فعالیت‌ها
دیگر فعالیت‌های ایشان:
- ۱۹۹۸–۲۰۰۲: نماینده محصلین افغانستانی در ترکیه.
- ۲۰۰۲–۲۰۰۳: مدیر نشرات تلویزیون ولایت جوزجان.
- ۲۰۰۳–۲۰۰۵: رئیس عمومی رادیو تلویزیون آیینه و مشاور مطبوعاتی عبدالرشید دوستم.
- ۲۰۰۵–۲۰۰۷: رئیس بنیاد فرهنگی-اجتماعی و تعاون بین‌المللی ترکان افغانستان در ترکیه.
- ۲۰۰۷–۲۰۱۰: رئیس تلویزیون آیینه و عضو کمیته سیاسی حزب جنبش ملی اسلامی افغانستان.
- ۲۰۱۰: نماینده مردم سرپل در افغانستان.
- ۲۰۱۵ الی ۲۰۱۷ والی ولایت فاریاب.
- ۲۰۱۷ الی ۲۰۱۹ معاون مشاور امنیت ملی افغانستان.
- ۲۰۱۹ الی ۲۰۲۰ وزیر کار وامور اجتماعی